# Devadatta cyanocephala
Devadatta cyanocephala is een libellensoort uit de familie van de Amphipterygidae (Bergvlamjuffers), onderorde juffers (Zygoptera).
De wetenschappelijke naam van de soort is voor het eerst geldig gepubliceerd in 2006 door Hämäläinen, Sasamota & Karube.